# Orbaitzeta
Orbaitzeta település Spanyolországban, Navarra autonóm közösségben. Orbaitzeta Auritz-Burguete, Orreaga-Roncesvalles, Luzaide/Valcarlos, Arnéguy, Estérençuby, Lecumberry, Ochagavía, Hiriberri/Villanueva de Aezkoa, Orbara, Aria, Garralda és Saint-Michel községekkel határos. Lakosainak száma 187 fő (2024).

## Népesség
A település népessége az elmúlt években az alábbi módon változott:
| Lakosok száma | 239  | 227  | 208  | 219  | 215  | 208  | 205  | 195  | 191  | 187  |
|               | 2001 | 2004 | 2006 | 2009 | 2011 | 2014 | 2016 | 2019 | 2021 | 2024 |